# Spandersbosch
HV 't Spandersbosch is een hockeyclub uit Hilversum.
Het huidige Spandersbosch ontstond in 1994, maar de geschiedenis gaat veel verder terug. Op 1 oktober 1922 werd de R.K. Sportvereeniging Be Fair opgericht. Deze bestond naast hockey ook uit voetbal. De voetbaltak wordt echter in 1930 weer opgeheven. Vanaf de jaren 30 is Be Fair gevestigd in de Zanderij nabij Crailo, middels een huurovereenkomst met het Goois Natuurreservaat. Op 1 december 1923 werd de Hockeyclub Kameleon opgericht en was tot en met 1936 formeel in Bussum gevestigd.
In 1964 werd er bij Be Fair een tennisafdeling opgericht en in 1982 kwam daar een golfclub bij, nadat er in 1981 voor het eerst gegolfd werd op en rond de hockeyvelden. In 1988 had Be Fair ongeveer 1300 leden, waarvan 600 hockeyend, 300 tennissend en 400 golfend.
Aanvankelijk waren Hilversum en Be Fair over een fusie aan het praten, maar later kwam Kameleon aankloppen. Dat had vooral te maken met het feit dat de belangen van de hockeyers en de golfers met elkaar in botsing kwamen. Onder de naam 't Goyersbosch raakten de gesprekken tussen Be Fair en Kameleon in een stroomversnelling. Uiteindelijk werd de fusie gerealiseerd in september van het fusiejaar met de oprichting van de omnisportvereniging 't Spandersbosch. De nieuwe fusieclub had toen ongeveer 550 hockeyende leden.
Tot 2004 maakte hockeyvereniging 't Spandersbosch deel uit van de gelijknamige omnivereniging, met de golf- en de tennisvereniging. De naam Spandersbosch komt van het vlakbijgelegen Spanderswoud.